# U-313 (tàu ngầm Đức)
U-313 là một tàu ngầm tấn công  Lớp Type VII thuộc phân lớp Type VIIC được Hải quân Đức Quốc Xã chế tạo trong Chiến tranh Thế giới thứ hai. Nhập biên chế năm 1943, nó đã thực hiện được mười hai chuyến tuần tra, nhưng không đánh chìm được mục tiêu nào. U-313 sống sót qua cuộc chiến tranh và đầu hàng lực lượng Đồng Minh trên đường đi sang cảng Narvik, Na Uy vào ngày 17 tháng 5, 1945. Sau đó nó được kéo đến Loch Eriboll, Scotland, rồi bị đánh đắm ngoài khơi Londonderry, Bắc Ireland trong khuôn khổ Chiến dịch Deadlight vào ngày 27 tháng 11, 1945.

## Thiết kế và chế tạo

### Thiết kế

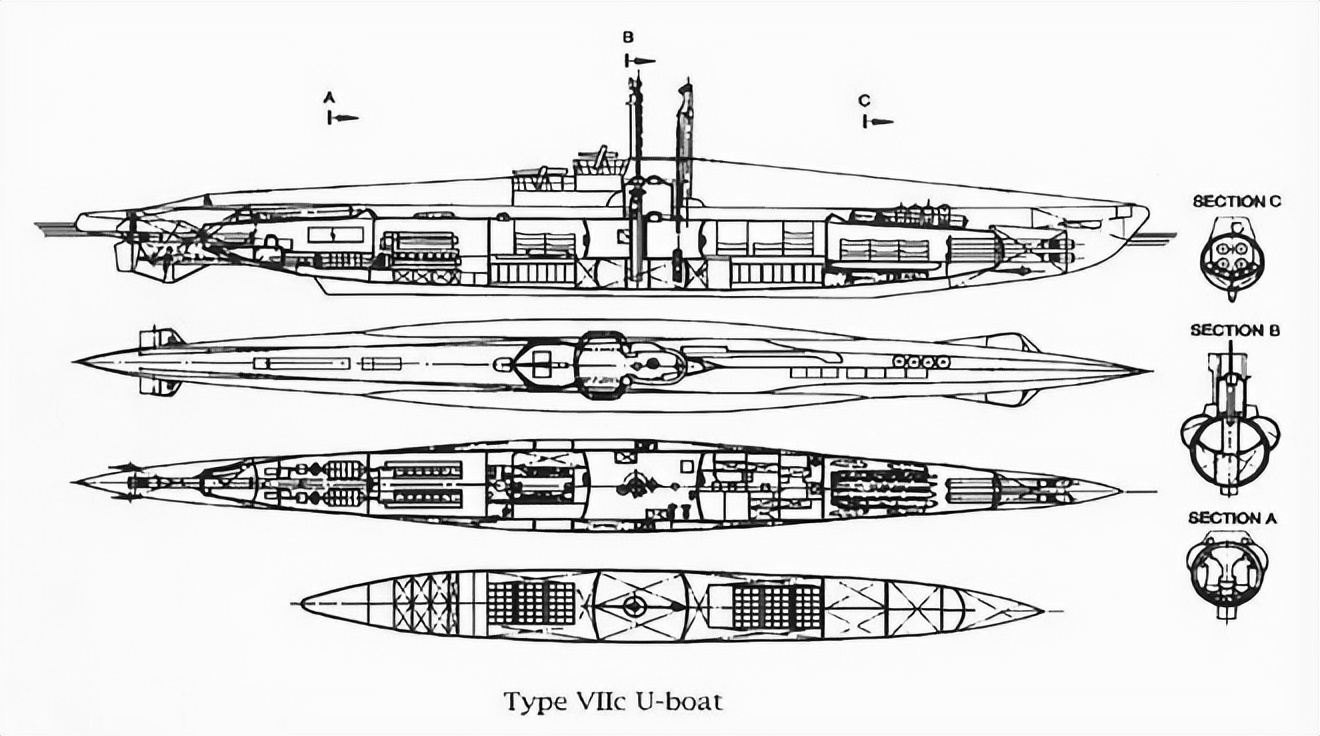
Sơ đồ các mặt cắt một tàu ngầm Type VIIC

Phân lớp VIIC của Tàu ngầm Type VII là một phiên bản VIIB được kéo dài thêm. Chúng có trọng lượng choán nước 769 t (757 tấn Anh) khi nổi và 871 t (857 tấn Anh) khi lặn). Con tàu có chiều dài chung 67,10 m (220 ft 2 in), lớp vỏ trong chịu áp lực dài 50,50 m (165 ft 8 in), mạn tàu rộng 6,20 m (20 ft 4 in), chiều cao 9,60 m (31 ft 6 in) và mớn nước 4,74 m (15 ft 7 in).
Chúng trang bị hai động cơ diesel Germaniawerft F46 siêu tăng áp 6-xy lanh 4 thì, tổng công suất 2.800–3.200 PS (2.100–2.400 kW; 2.800–3.200 bhp), dẫn động hai trục chân vịt đường kính 1,23 m (4,0 ft), cho phép đạt tốc độ tối đa 17,7 kn (32,8 km/h), và tầm hoạt động tối đa 8.500 nmi (15.700 km) khi đi tốc độ đường trường 10 kn (19 km/h). Khi đi ngầm dưới nước, chúng sử dụng hai động cơ/máy phát điện Garbe, Lahmeyer & Co. RP 137/c  tổng công suất 750 PS (550 kW; 740 shp). Tốc độ tối đa khi lặn là 7,6 kn (14,1 km/h), và tầm hoạt động 80 nmi (150 km) ở tốc độ 4 kn (7,4 km/h). Con tàu có khả năng lặn sâu đến 230 m (750 ft).
Vũ khí trang bị có năm ống phóng ngư lôi 53,3 cm (21 in), bao gồm bốn ống trước mũi và một ống phía đuôi, và mang theo tổng cộng 14 quả ngư lôi, hoặc tối đa 22 quả thủy lôi TMA, hoặc 33 quả TMB. Tàu ngầm Type VIIC bố trí một hải pháo 8,8 cm SK C/35 cùng một pháo phòng không 2 cm (0,79 in) trên boong tàu. Thủy thủ đoàn bao gồm 4 sĩ quan và 40-56 thủy thủ.

### Chế tạo
U-313 được đặt hàng vào ngày 25 tháng 8, 1941, và được đặt lườn tại xưởng tàu của hãng Flender Werke ở Lübeck vào ngày 11 tháng 5, 1942. Nó được hạ thủy vào ngày 27 tháng 3, 1943, và nhập biên chế cùng Hải quân Đức Quốc Xã vào ngày 20 tháng 5, 1943 dưới quyền chỉ huy của Hạm trưởng, Đại úy Hải quân Friedrich Schweiger.

## Lịch sử hoạt động

### 1944
Sau khi hoàn tất việc chạy thử máy và huấn luyện trong thành phần Chi hạm đội U-boat 8, U-313 được điều sang Chi hạm đội U-boat 11 từ ngày 1 tháng 1, 1944 để hoạt động trên tuyến đầu. Sau đó nó được điều sang Chi hạm đội U-boat 13 từ ngày 15 tháng 9, 1944.

#### Chuyến tuần tra thứ nhất
Sau khi chuyển căn cứ hoạt động từ Kiel sang cảng Stavanger, Na Uy và sau đó sang cảng Bergen vào tháng 1, 1944, U-313 khởi hành từ cảng Na Uy này vào ngày 26 tháng 1, 1944 cho chuyến tuần tra đầu tiên trong chiến tranh. Nó ghé đến cảng Hammerfest từ ngày 2 đến ngày 7 tháng 2, rồi tiếp tục chuyến tuần tra cho đến khi kết thúc tại Hammerfest vào ngày 29 tháng 2.

#### Chuyến tuần tra thứ hai và thứ ba
U-313 khởi hành từ Hammerfest vào ngày 15 tháng 3 cho chuyến tuần tra thứ hai, và hoạt động tại các vùng biển Na Uy và biển Barents trước khi đi đến cảng Narvik, Na Uy vào ngày 13 tháng 4.
Chiếc tàu ngầm lại xuất phát từ Narvik vào ngày 25 tháng 4 cho chuyến tuần tra tiếp theo tại vùng biển Na Uy, và kết thúc chuyến tuần tra tại Narvik vào ngày 12 tháng 5.

#### Chuyến tuần tra thứ tư và thứ năm
Khởi hành từ Narvik vào ngày 30 tháng 5 cho chuyến tuần tra thứ tư, U-313 hoạt động tại vùng biển về phía Tây Nam đảo Bear và phía Bắc đảo Jan Mayen, cho đến khi quay trở về cảng Bergen vào ngày 3 tháng 7.
Trong chuyến tuần tra tiếp theo từ ngày 6 đến ngày 14 tháng 9, chiếc tàu ngầm rời Bergen để hoạt động dọc theo bờ biển Na Uy, và quay trở lại Narvik.

#### Chuyến tuần tra thứ sáu và thứ bảy
Chuyến tuần tra thứ sáu từ ngày 20 đến ngày 23 tháng 9 chỉ thuần túy chuyển căn cứ hoạt động từ Narvik đến Skillefjord. U-313 xuất phát từ đây vào ngày 26 tháng 9 cho chuyến tuần tra thứ bảy trong biển Barents, hoạt động cho đến tận ngoài khơi Murmansk, Liên Xô, và quay trở về Narvik vào ngày 3 tháng 11.

#### Chuyến tuần tra thứ tám và thứ chín
U-313 khởi hành từ Narvik vào ngày 23 tháng 11 cho chuyến tuần tra thứ tám, khi nó vòng qua phía Bắc mũi North, Na Uy để hoạt động ngoài khơi Murmansk. Nó quay trở về Bodenbucht vào ngày 6 tháng 12, rồi có chuyến tuần tra tiêp theo từ ngày 11 đến ngày 16 tháng 12 để đi đến căn cứ Trondheim, Na Uy.

### 1945

#### Chuyến tuần tra thứ mười
Trong chuyến tuần tra thứ mười, U-313 xuất phát từ Trondheim vào ngày 23 tháng 12, 1944 cho chuyến đi dài ngày nhất, và đã hoạt động tại khu vực phía Bắc Scotland gần quần đảo Orkney trước khi quay trở về căn cứ Narvik vào ngày 17 tháng 2, 1945.

#### Chuyến tuần tra thứ mười một và mười hai
Sau đó từ các căn cứ Narvik và Harstad, U-313 lần lượt thực hiện các chuyến tuần tra thứ mười một từ ngày 16 đến ngày 29 tháng 3,  và chuyến thứ mười hai từ ngày 17 tháng 4 đến ngày 8 tháng 5. Chiếc tàu ngầm chỉ hoạt động gần bờ biển Na Uy và phía Bắc mũi North.

#### Số phận
Sau khi Đức Quốc xã chấp nhận đầu hàng, U-313 cùng 14 tàu U-boat Đức khác còn lại tại căn cứ Narvik được phía Đồng Minh chỉ thị đi đến Skjomen để tránh đụng độ với lực lượng Na Uy. Đến ngày 15 tháng 5, chúng cùng năm hạm tàu nổi khác của Đức lên đường đi sang Trondheim để đầu hàng. Trên đường đi họ bắt gặp Đội hộ tống 9 của Anh, và U-313 chính thức đầu hàng lực lượng Đồng Minh vào ngày 17 tháng 5. Các tàu U-boat được áp giải sang Loch Eriboll, Scotland, đến nơi vào ngày 19 tháng 5. Sau đó trong khuôn khổ Chiến dịch Deadlight, U-313 được kéo đến Loch Ryan và bị đánh đắm vào ngày 27 tháng 11, 1945 tại tọa độ 55°40′B 8°24′T / 55,667°B 8,4°T. Căn cứ theo một nguồn khác, U-313 bị đắm trong lúc được chiếc HMS Blencathra kéo đi.

### "Bầy sói" tham gia
U-313 từng tham gia mười một bầy sói:
- Werwolf (28 tháng 1 - 1 tháng 2, 1944)
- Werwolf (7 - 28 tháng 2, 1944)
- Thor (17 tháng 3 - 5 tháng 4, 1944)
- Donner (5 - 11 tháng 4, 1944)
- Donner & Keil (26 tháng 4 - 3 tháng 5, 1944)
- Trutz (3 - 9 tháng 5, 1944)
- Grimm (31 tháng 5 - 6 tháng 6, 1944)
- Trutz (6 - 28 tháng 6, 1944)
- Schwefel (22 - 25 tháng 9, 1944)
- Hagen (17 - 21 tháng 3, 1945)
- Faust (21 tháng 4 - 1 tháng 5, 1945)